# 停弦渡镇
停弦渡镇，是中华人民共和国湖南省常德市临澧县下辖的一个乡镇级行政单位。

## 行政区划
停弦渡镇下辖以下地区：
古渡社区、关山村、复船村、白虎村、大溪村、史家坪村、牌楼村、大木村、新溪村、九龙村、重阳村、红土村、大丰村、铁湾村、红岩村、童洲村、山洲村、栗山村、停弦渡村和花林坪村。